# Lambertus Thomas Schenckelius
Lambertus Thomas Schenkels (Schenckelius) ('s-Hertogenbosch, 7 maart 1547 - Antwerpen, 1625) was een humanistisch geleerde, pedagoog en filoloog.

## Levensloop
Schenkels was de zoon van Dominicus Schenkels (Schenckelius), geneesheer te 's-Hertogenbosch. Op 31 augustus 1564 schreef hij zich in als student te Leuven, het jaar daarop te Keulen en Wenen. 
Na zijn studie was hij als leraar werkzaam te Etten, Tienen en Antwerpen. Van 1574-1588 was hij rector van de Latijnsche school te Mechelen. 
Hierna vestigde hij zich in Antwerpen als privaat-docent. Vanaf 1593 trok hij van stad tot stad om lessen en demonstraties in mnemotechniek te geven. Tijdens deze reizen, welke veel opzien baarde, bezocht hij Dowaai in 1593, Luik in 1595, Marburg in 1602, Parijs in 1606, Toulouse in 1609, Praag in 1616 en Freiburg im Breisgau in 1620.
Hij was een pedagoog en heeft onder meer op dit gebied gepubliceerd in het Latijn. Hij schreef ook gedichten en een werk over de Latijnse grammatica. Hij is gestorven in Antwerpen ca. 1625.

## Publicaties
Bekende werken zijn:
- De memoria libri duo
- Brevis delineatio de utilitatibus et effectibus admirabilibus artis memoriae ad sum perfectionis gradum perductas.
- Variorum de arte memoriae tractatus sex (Gazophylacium artis memoriae. Ars memoriae explicata, exemplis aucta per M. F. M. Ravellin).

- Bibliothèque nationale de France: cb12242786k (data)
- Biografisch Portaal: 50162857
- Gemeinsame Normdatei: 100332358
- International Standard Name Identifier: 0000 0000 8399 3319
- Library of Congress Control Number: no2011022034
- Nationale Bibliotheek van Tsjechië: ola2011674139
- Nederlandse Thesaurus van Auteursnamen: 087300737
- Système universitaire de documentation: 031158323
- Virtual International Authority File: 49567912
- WorldCat: E39PBJymGb39tBBCjTpFxHqRKd